# Spinnerette
Spinnerette ist eine 2007 gegründete, amerikanische Alternative-Rock-Band um die frühere Distillers-Frontfrau Brody Dalle.

## Bandgeschichte
Bedingt durch die Schwangerschaft der Frontfrau Brody Dalle befand sich die Band The Distillers seit 2005 in einer Auszeit. Währenddessen schrieb Dalle zahlreiche neue Songs, die stilistisch nicht zum bisherigen Sound der Band passten. Im Februar 2007 erfolgte die Auflösung der Band. Einen Monat später gründete sie zusammen mit dem Distillers-Gitarristen Tony Bevilacqua, Jack Irons (Red Hot Chili Peppers, Pearl Jam) sowie Alain Johannes (Queens of the Stone Age, Eagles of Death Metal) die neue Band Spinnerette. Nach Auffassung Dalles handelt es sich hierbei jedoch nicht um eine Band, sondern um sie und Musiker, mit denen sie gerade zusammenarbeiten will. So erklärt sich auch das unterschiedliche Line-Up für Liveauftritte und Studioaufnahmen.
Im Sommer 2007 veröffentlichten sie mit „Case of the Swirls“ einen ersten Demo-Song auf ihrer Bandwebseite. Die Band unterschrieb zunächst bei Sire Records, löste sich aber noch vor der ersten Veröffentlichung aus dem Vertrag und wechselte zu Anthem Records. Im August veröffentlichten sie den Song „Valium Knights“ auf ihrer Bandwebsite und gaben ab Oktober 2008 erste Liveauftritte. Im Dezember 2008 folgte mit der Ghetto Love EP ihre erste Veröffentlichung. Sie enthält vier Songs sowie ein von Liam Lynch produziertes Video zum Song Ghetto Love.
Mit Spinnerette erschien im Juni 2009 ihr selbstbetiteltes Debütalbum, dem auch die Singles Sex Bomb und Baptized by Fire entstammen.

## Diskografie

### Alben
- 2009: Spinnerette

### Singles und EPs
- Ghetto Love (2008)
- Ghetto Love EP (2008)
- Sex Bomb (2009)
- Baptized by Fire (2009)